# Johann Michael Strickner (Steinmetz)

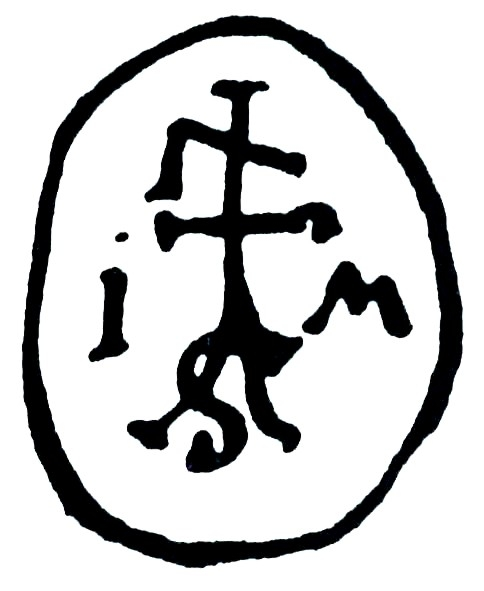
Steinmetzzeichen Joh. Michael Strickner

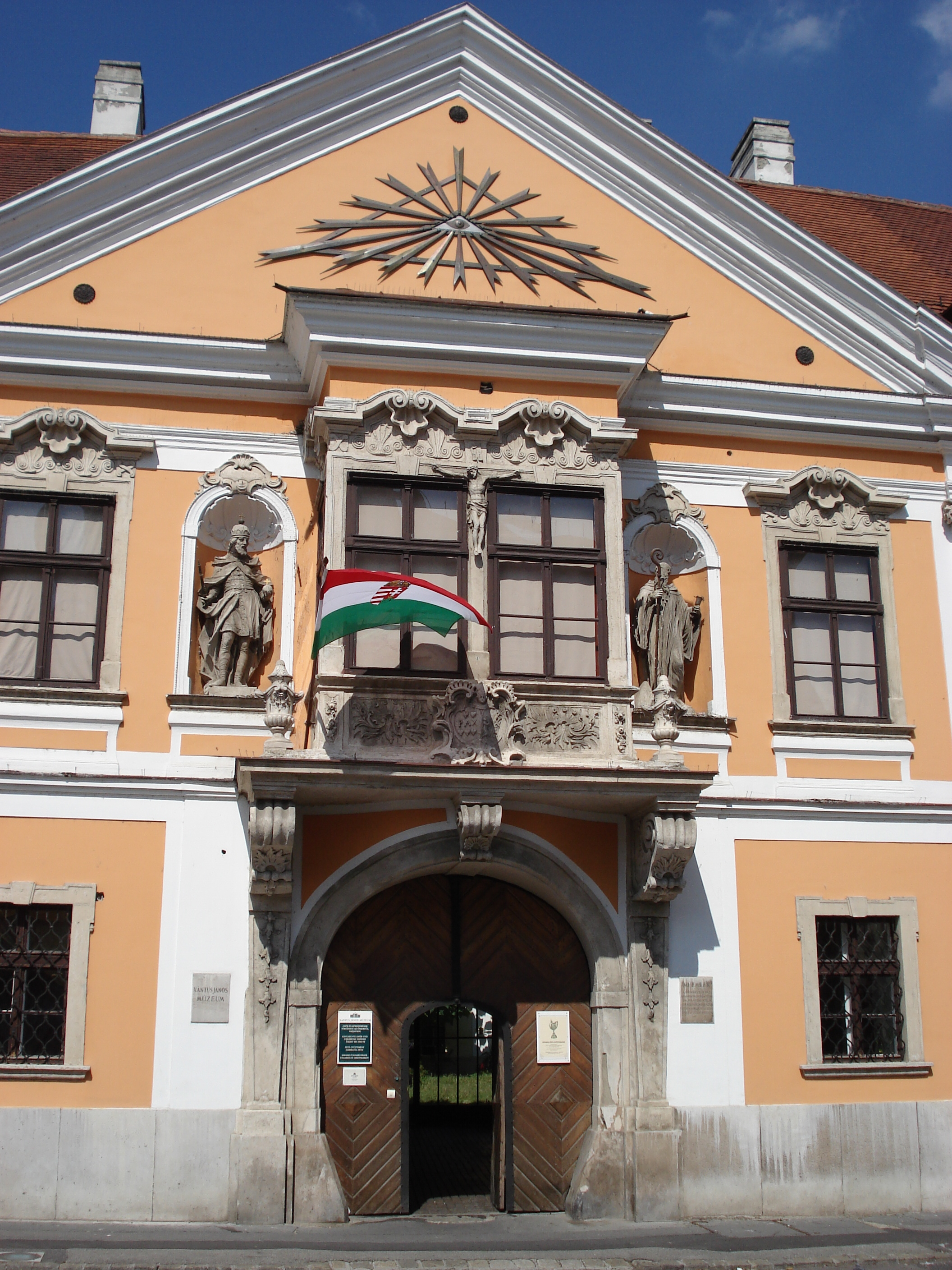
Győr, Abt-Haus

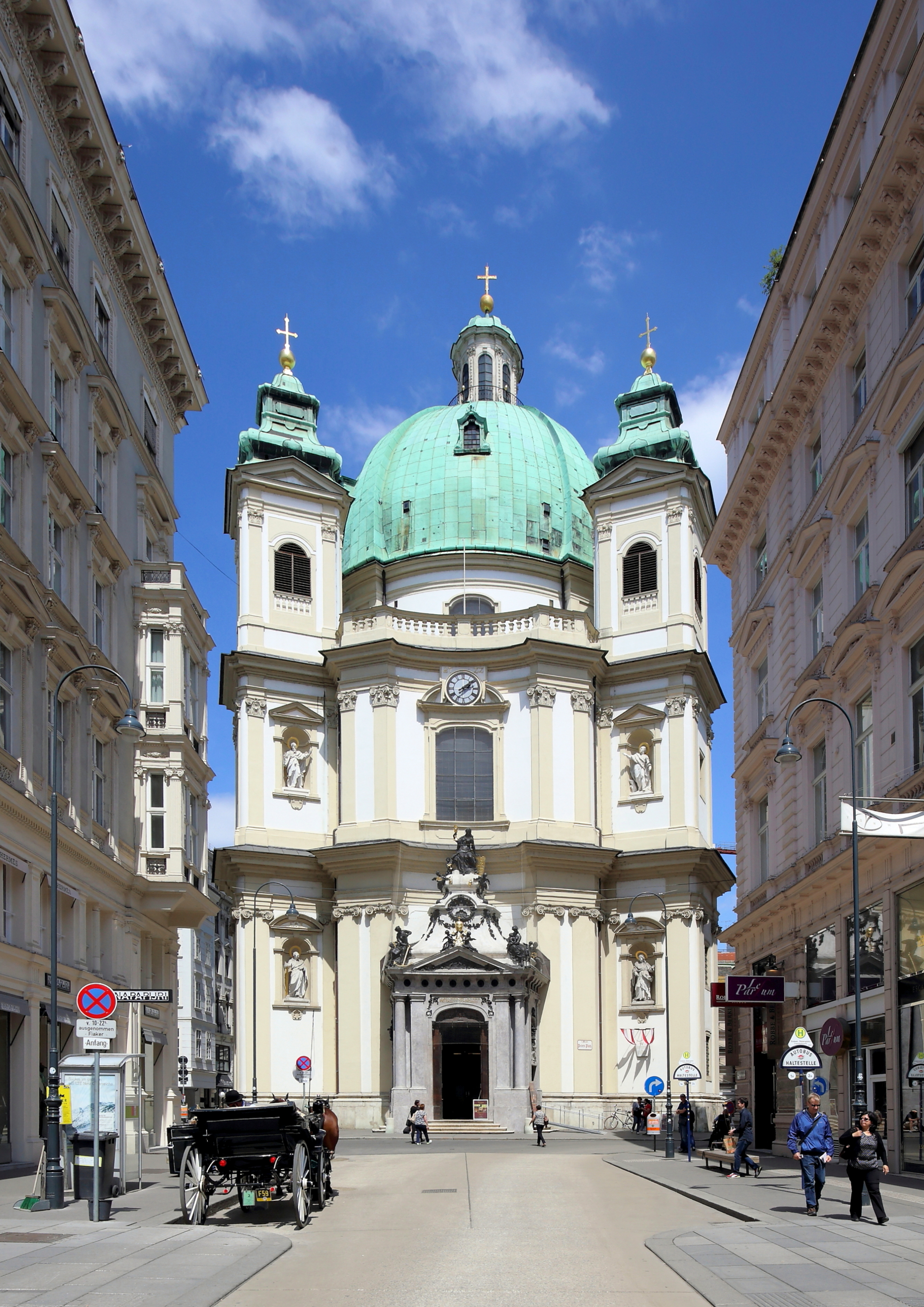
Wiener Peterskirche mit Portikus

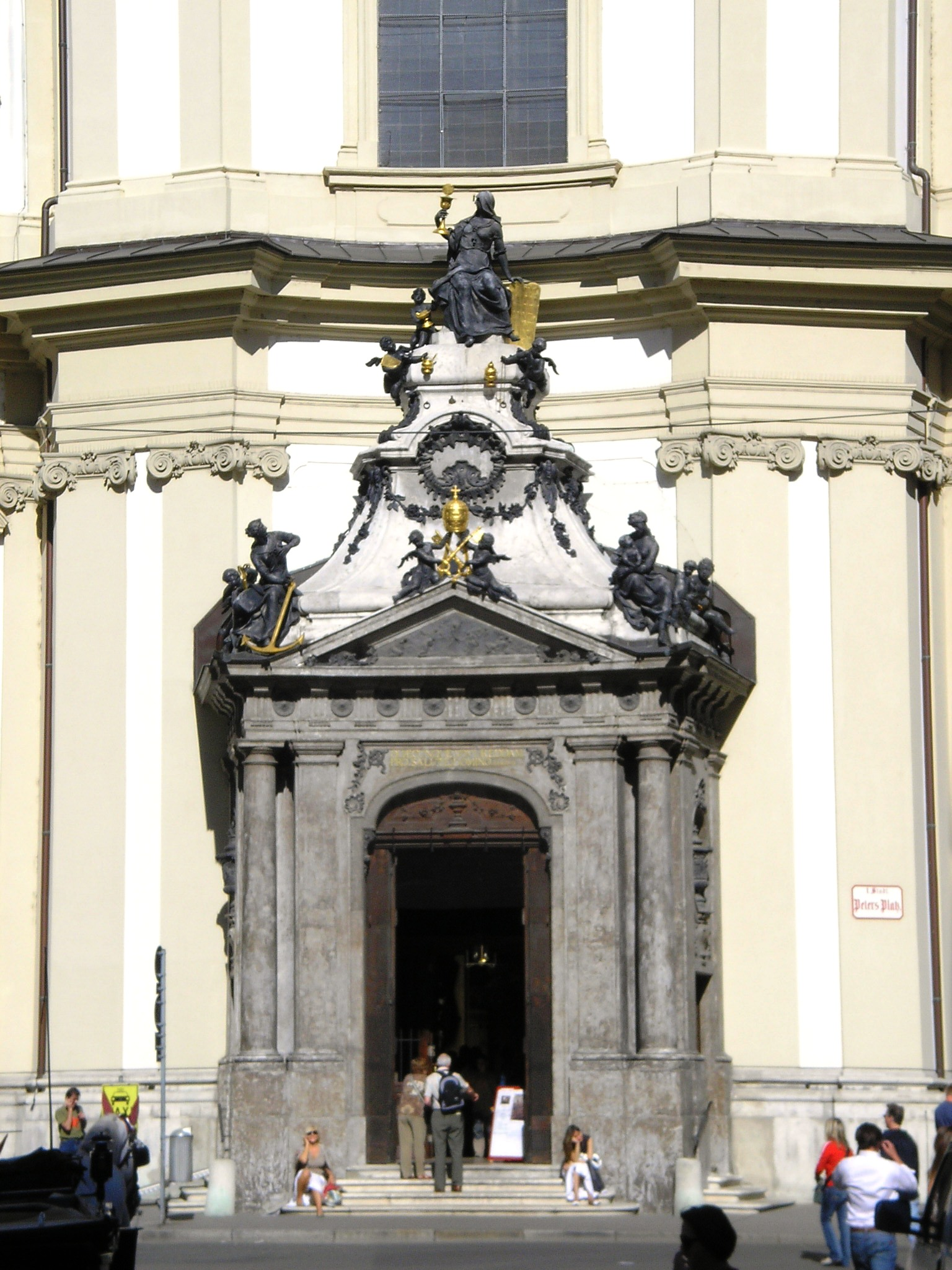
Portikus der Wiener Peterskirche

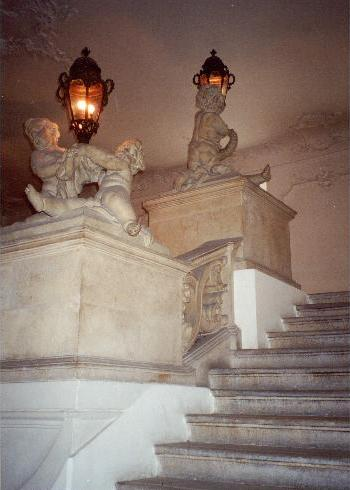
Böhmische Hofkanzlei in Wien, Puttenstiege

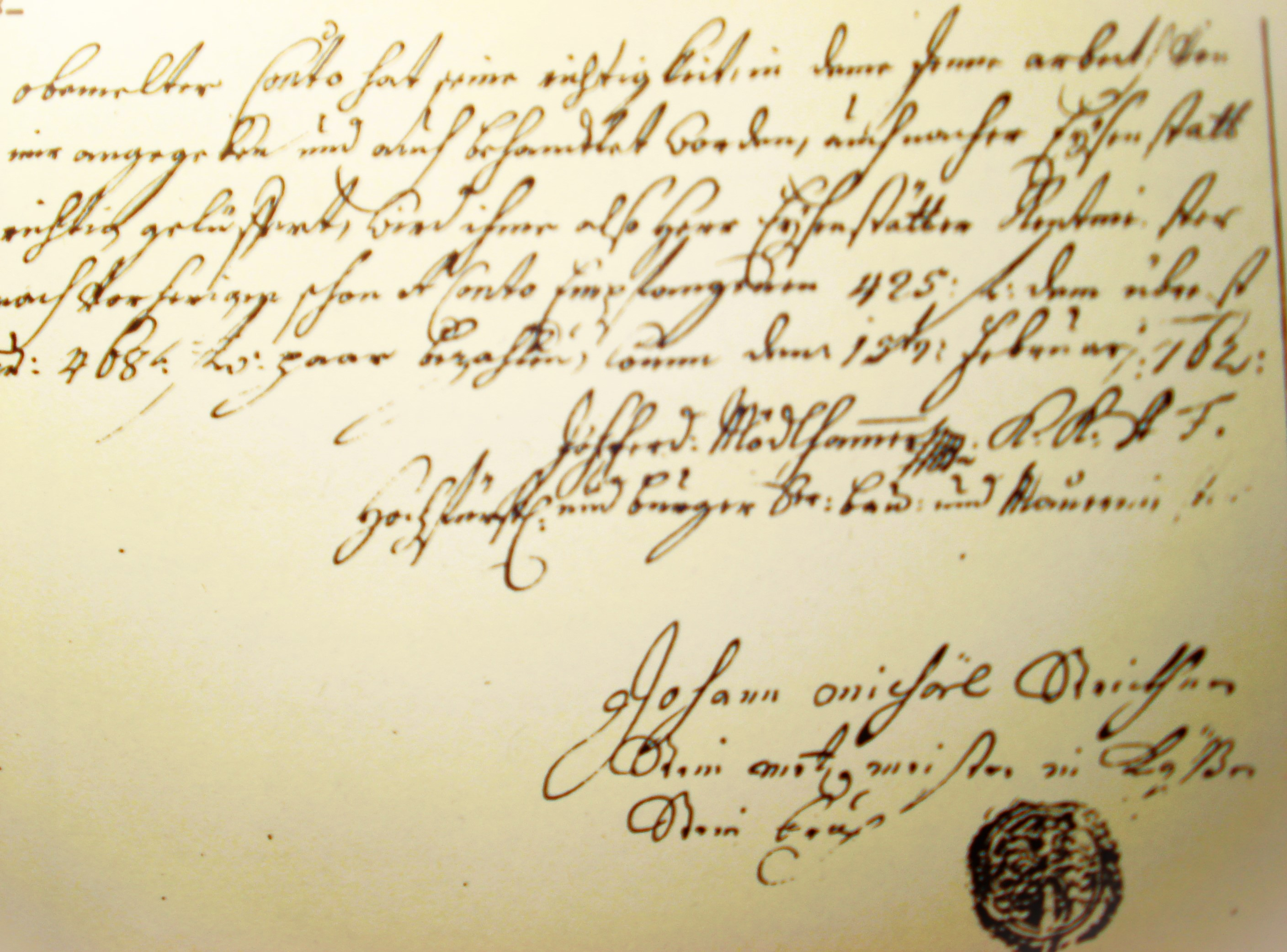
Schloss Esterházy Eisenstadt, Vertrag große Stiege 1762: k.k. hochfürstl. Baumeister Joh. Ferd. Mödlhammer u. Steinmetzmeister u. Richter von Kaisersteinbruch Joh. Michael Strickner

Johann Michael Strickner (* 24. September 1717 in Eggenburg, Niederösterreich; † 6. Mai 1782 in Kaisersteinbruch, Ungarn, heute Burgenland) war ein österreichischer Steinmetzmeister und Bildhauer und Richter in Kaisersteinbruch.

## Leben

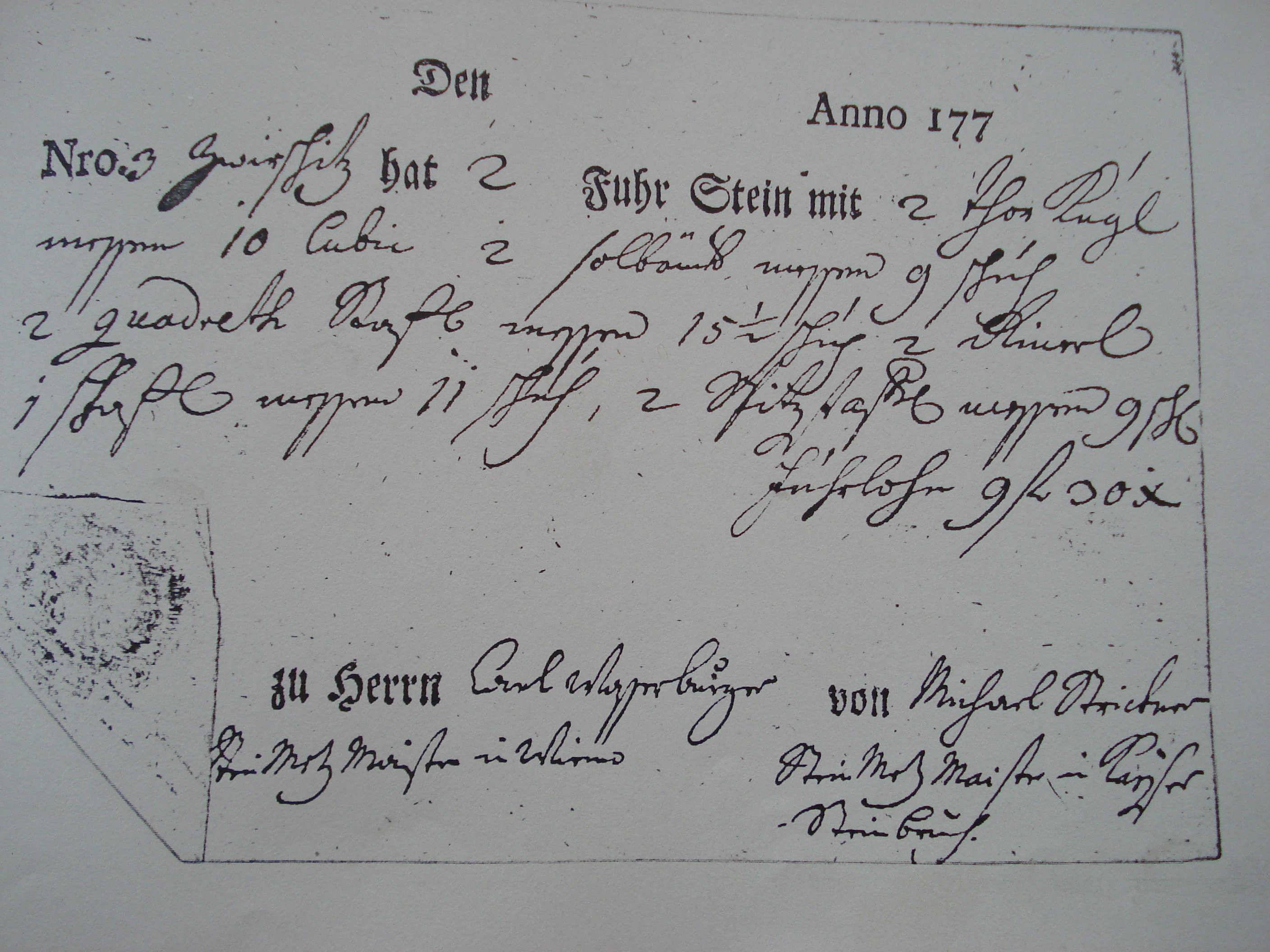
Fuhrmann Zwirschitz 1772: Steinlieferungen von Meister Strickner in Kaisersteinbruch zu Meister Wasserburger in Wien

### Eggenburger Familie
Johann Michael Strickner wurde im September 1717 als jüngstes Kind des Eggenburger Steinmetzmeisters Mathias Strickner und Ehefrau Maria Rosalia geboren. Sein Großvater Paul Strickner war 1658 von Innsbruck zugewandert. Nach des Vaters Tod († 1724) verheiratete sich seine Mutter mit dem jungen Eggenburger Steinmetzmeister und Bildhauer Johann Caspar Högl. Der wesentlich ältere Bruder Franz, aus der ersten Ehe des Vaters, 1699 geboren, war Steinmetzmeister, er starb im Dezember 1738.
Das Steinmetzhandwerk bestimmte Caspar Högl zum Lehrmeister für seinen Stiefsohn Michael und sprach ihn 1737 frei.
Seit den 1690er Jahren hatten einige Eggenburger Steinmetzgesellen, auch Meister, in den Kaiserlichen Steinbruch eingeheiratet. Ihre Namen in zeitlicher Reihenfolge: Reichardt Fux, 1689; Johann Georg Haresleben, 1696; Johann Paul Schilck, 1700; Joseph Winkler, 1719 und zuletzt Johann Michael Strickner. Im Eggenburger Handwerk war für den Meistersohn kein Platz. Und so wurde er Geselle beim Meister Joseph Winkler, amtierender Richter in Kaisersteinbruch, der um die achtzig, und der Obrigkeit treu ergeben war.

### Heirat nach Kaisersteinbruch
Nach dem Tod des Richters und Steinmetzmeisters Joseph Winkler am 15. Dezember 1748 erwählte die Witwe Eva Rosina Winklerin Johann Michael zum Ehemann, ein Heiratsvertrag wurde verhandelt. Die Hochzeit fand am 28. Jänner 1750 statt, mit 28 Jahren kam er in eine Familie mit 5 Kindern, von Anastasia 22 Jahre, bis Carl 8 Jahre alt. Im Dezember 1750 gebar sie noch das Söhnchen Joseph Michael, das 1752 verstarb.

### Richteramt
Durch die enge Verbindung der Eggenburger Familien Högl/Hügel und Strickner war Elias Hügel für den jungen Meister Johann Michael wie ein Vater.  Als er Ende 1751 das Richteramt von ihm übernahm, zeigte sich wieder die Kaisersteinbrucher Besonderheit: Nicht die Alteingesessenen, sondern meist die Zugewanderten führten diese Tätigkeit aus. Sein Nachfolger wurde der aus dem Fürsterzbistum Salzburg zugewanderte Steinmetzmeister Johann Gehmacher, für dessen Kinder (Johann) er Taufpate war und danach der Webermeister Gregor Nagl.

### Meister des Kaisersteinbrucher Steinmetzhandwerkes
Strickner amtierte als Richter von 1752 bis 1765, seine Mitmeister in diesen Jahren waren Elias Hügel, Leopold Cassar, Johann Gehmacher, Johann Baptist Regondi, Martin Trumler jun., Franz Leopold Winkler, Joseph Stockmayer und Andreas Kowalt.

### Bruderschaft der Hl. Christenlehre
Am 19. März 1760 erfolgte die Gründung der Bruderschaft der Hl. Christenlehre in Kaisersteinbruch auf Befehl „Ihro Excellenz des Bischofs von Raab Franz Graf von Zichy“. Rector war Martin Klempay, Gegenhandler des kaiserl.-königl. Dreißigstamtes (Zollamt) und Vice-Rector Michael Strickner, „herrschaftlicher Richter“. Wie in einem Rollenspiel wurden Personen der Bibel nach ihrer „Wichtigkeit“ auf die Ortsbevölkerung verteilt. Diese mussten Prüfungen ablegen.
Es erfolgte eine Beschwerde an die Comitats-Verwaltung in Wieselburg, der Willkür des Verwalters in Königshof, als Vertreter des Stiftes Heiligenkreuz als Obrigkeit, ausgeliefert zu sein. Ihre Vorfahren, als Fremdlinge, der einheimischen Rechte unkundig, von ihm 1653 nach seinem Belieben gehandelt und unbilligermaßen taxiert zu werden und das bis dato. Die Meister forderten amtliche, weltliche Unterstützung für klare Regelungen.
Die Urbarial-Convention zwischen Abt Alberich vom Stift Heiligenkreuz und den Untertanen zu Steinbruch, besiegelt von Franz Zichy, Comitats-Notar fand am 18. April 1765 statt (Festlegung sämtlicher Abgaben, von Robot-Leistungen). Am 6. Mai 1782 starb Johann Michael Strickner, seine Witwe Eva Rosina verkaufte den Besitz.

## Werke
- 1750–1759: Győr, Palast der Erzäbte der Benediktinerabtei Pannonhalma, so genanntes Abt-Haus. Auftrag für Meister Joseph Winkler, danach die Meisterin, nach der Heirat 1750 übernahm Johann Michael Strickner.
- 1750–1753: Kaisersteinbruch, Schlachthaus, ab 1808 als Schulgebäude dokumentiert.
- 1751–1753: Peterskirche in Wien, Porticus, Stufensteine usw.
- 1751–1754: Böhmische Hofkanzlei in Wien, Puttenstiege usw.
- 1758–1761: Schloss Esterházy in Eisenstadt, neue Hauptstiege, Baumeister Johann Ferdinand Mödlhammer.
- 1772: Lieferung von Steinarbeiten (Stiegenstaffel, Sohlbänke) an Meister Carl Wasserburger in Wien.

## Archivalien
- Wiener Stadt- und Landesarchiv: Steinmetzakten.
- Burg Forchtenstein, Fürstlich Esterházysches Familienarchiv: Rentamtsrechnungen der Herrschaft Eisenstadt.
- Stift Heiligenkreuz Archiv: Kirchenbücher, Register
- Kaisersteinbruch Archiv: Activ-Buch der römisch-katholischen Pfarrschule, Gedenkbuch des Lehrers Johann Wimmer.